# 男池湧水群
男池湧水群（おいけゆうすいぐん）は、大分県中南部の由布市庄内町阿蘇野にある湧水群である。名水百選に選定されている。
九重連山東麓の黒岳（標高1,586 m）北側にある男池（標高850 m）から湧出する。大分川水系阿蘇野川の源流のひとつでもある。
黒岳の地下水が、数か月から1年以上をかけて地層を通り抜けて湧き出すため、カルシウムなどのミネラル分を適度に含んでいる。また、微量の炭酸ガスも含まれている。近隣で生活用水や農業用水として利用されてきたほか、近年ではミネラルウォーターとしても販売されている。
男池湧水群は阿蘇くじゅう国立公園の中に位置し、周辺には遊歩道が設けられている。男池湧水群の東約2 kmには、天然炭酸水で知られる白水鉱泉がある。

## 湧水群の概要
- 水質：炭酸水素カルシウム型
- 硬度：107.57 mg/L（軟水）
- 水温：12.6℃
- 湧水量：約2万トン/日